# Burgruine Hiltenburg
Die Burgruine Hiltenburg ist die Ruine einer hochmittelalterlichen Gipfelburg auf dem 716,5 m ü. NHN hohen Schlossberg im Filstal hoch über Bad Ditzenbach im Landkreis Göppingen in Baden-Württemberg.

## Geschichte
Die Burg wurde im Jahre 1289 zum ersten Mal als Sitz eines Amtmannes der Grafen von Helfenstein erwähnt. Nachdem die ältere helfensteinsche Linie die Burg ab 1356 als Nebenresidenz genutzt hatte, wurde sie 1396 Hauptwohnsitz der Helfensteiner. Von 1446 bis 1482 war die Hiltenburg an Württemberg verpfändet.
Am 9. November 1516 wurde die Burg auf Befehl von Herzog Ulrich von Württemberg zerstört und aus Kostengründen nicht wieder aufgebaut. Die Helfensteiner verlegten ihre Residenz nach Wiesensteig.
In den Jahren 1976 bis 1979 wurden die Mauerreste von der Forstdirektion Stuttgart und dem Staatlichen Forstamt Weilheim/Teck gesichert. Bei neuerlichen Restaurierungen fanden archäologische Ausgrabungen durch die Kreisarchäologie Göppingen statt.

## Beschreibung
Heute ist die Burgruine ein beliebtes Ausflugsziel im Oberen Filstal. Die Anlage bietet einen Grillplatz mit Liegewiese sowie eine neu errichtete Aussichtsplattform mit einem weiten Blick auf Bad Ditzenbach und die angrenzenden Ortschaften.

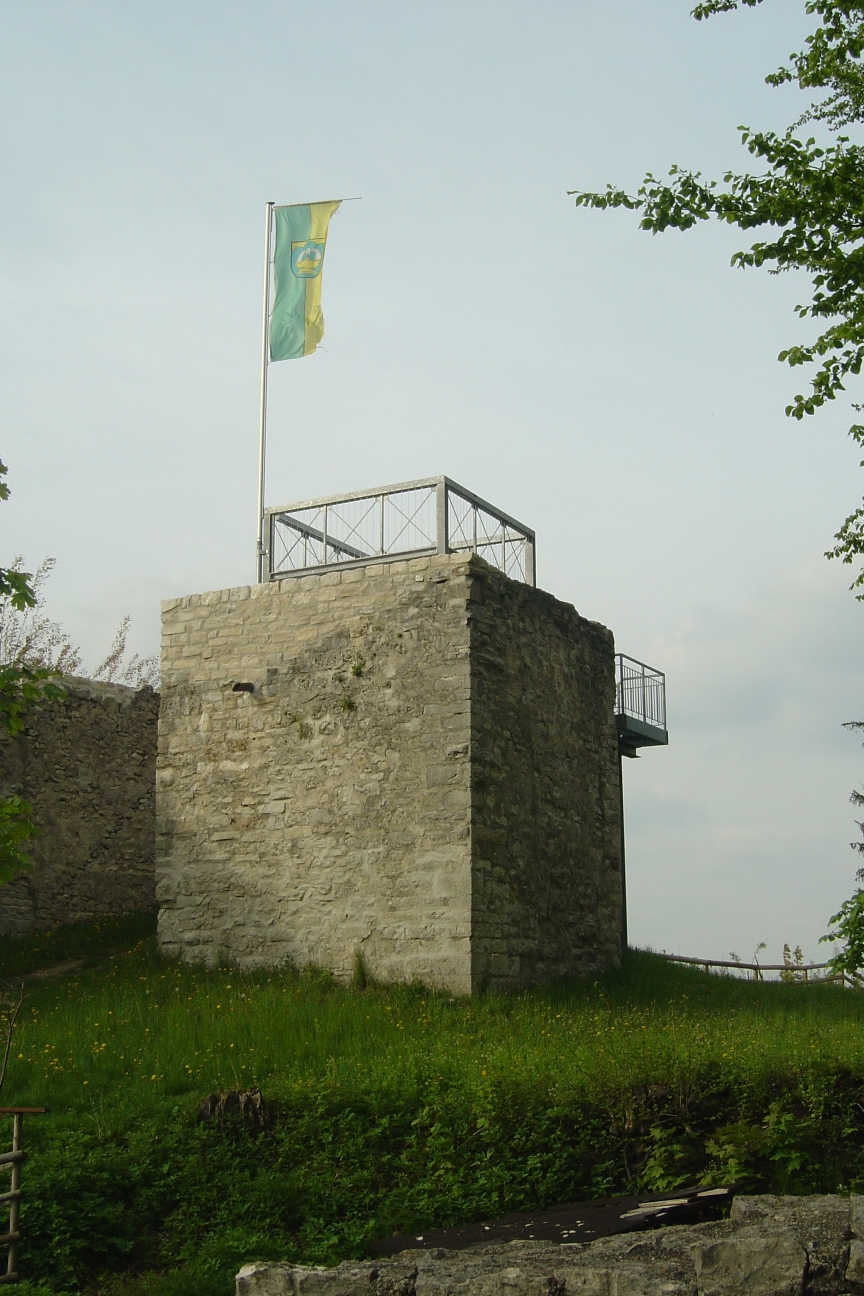
Der östliche Bergfried der Hiltenburg mit Aussichtsplattform
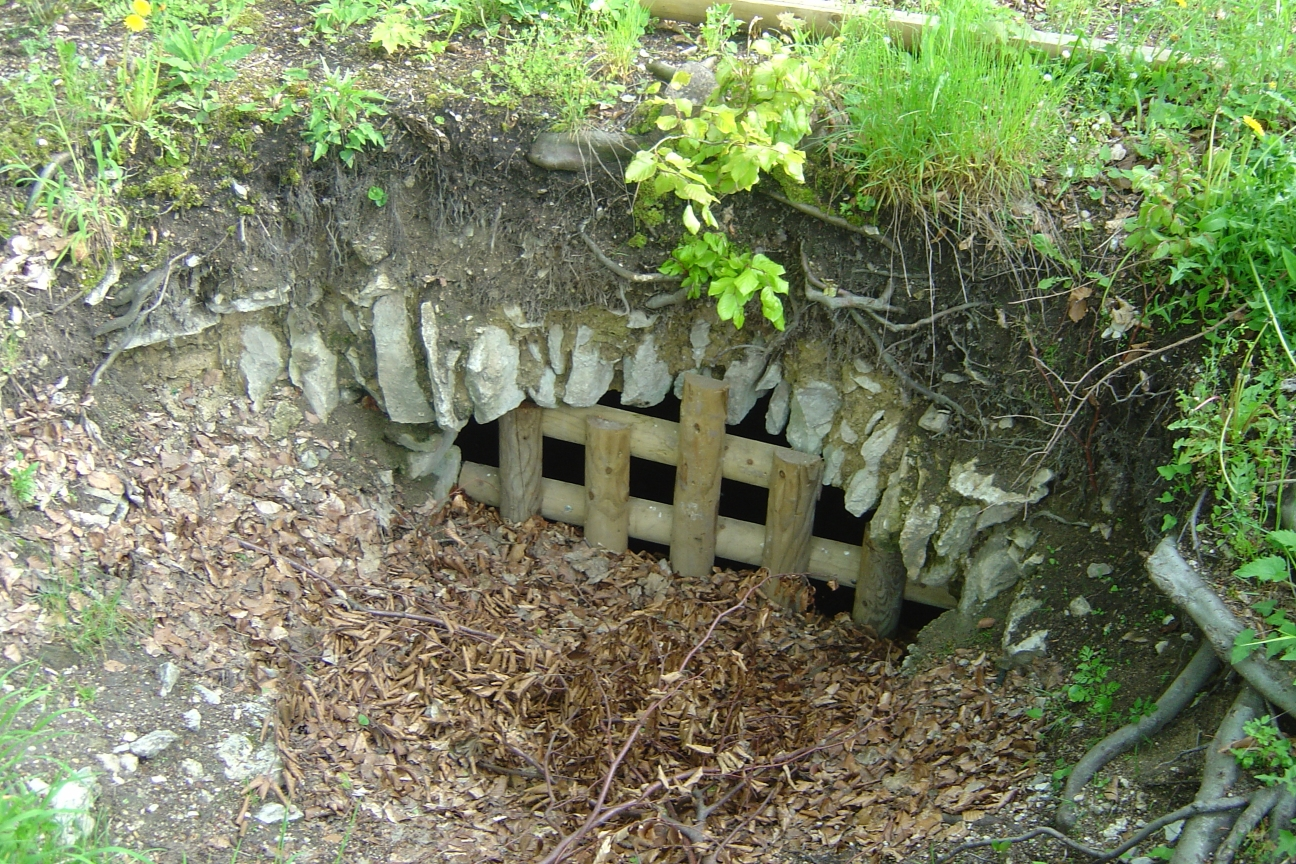
Gewölbekeller auf der Hiltenburg
Tafel zur Geschichte der Hiltenburg
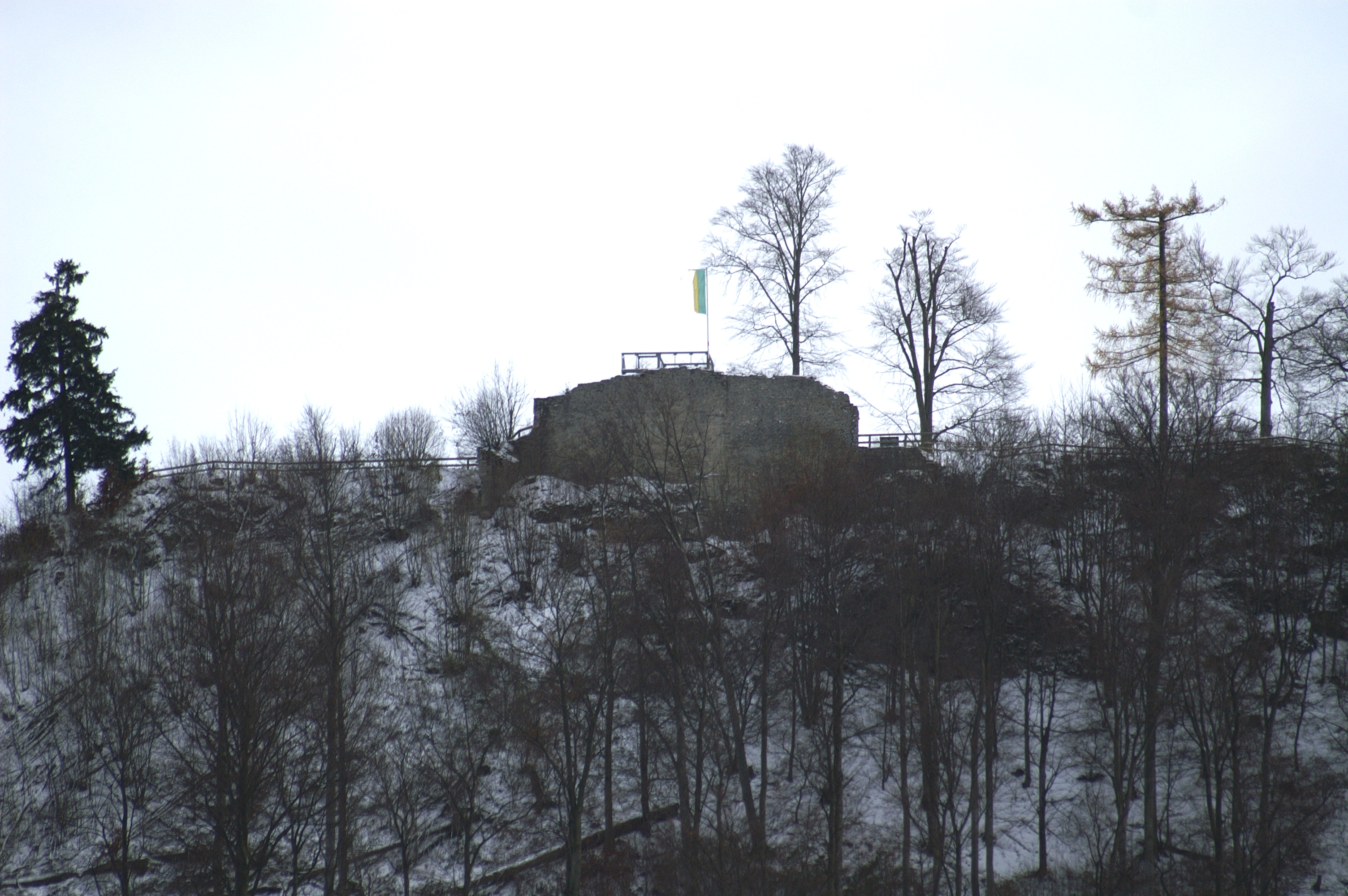
Hiltenburg im Winter
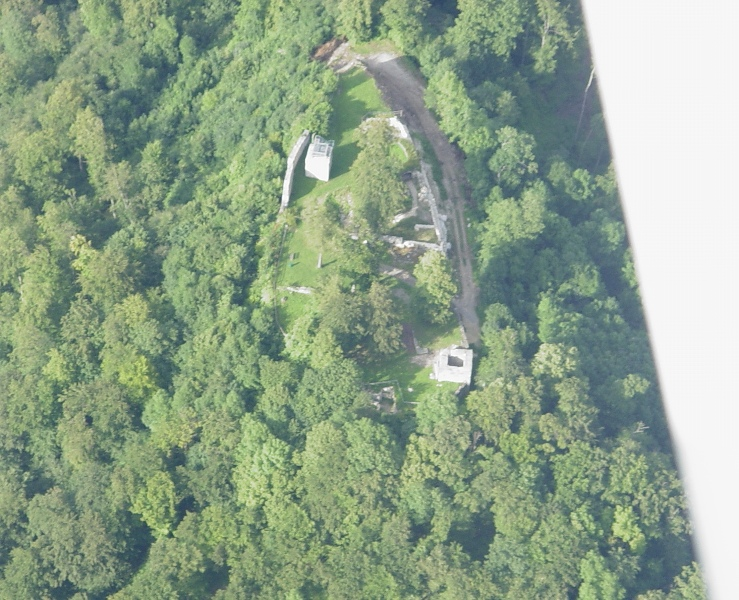
Luftbild 2009